# Ananteris riomachensis
Espèce
Ananteris riomachensis est une espèce de scorpions de la famille des Ananteridae.

## Distribution
Cette espèce est endémique de l'État de Zulia au Venezuela. Elle se rencontre dans la serranía de Perijá vers Mara.

## Description
Le mâle holotype mesure 19,94 mm et la femelle paratype 25,95 mm.

## Systématique et taxinomie
Cette espèce a été décrite par Rojas-Runjaic, Portillo-Quintero et Borges en 2008.

## Étymologie
Son nom d'espèce, composé de riomach[e] et du suffixe latin -ensis, « qui vit dans, qui habite », lui a été donné en référence au lieu de sa découverte, le río Maché.

## Publication originale
- Rojas-Runjaic, Portillo-Quintero & Borges, 2008 : « Un nuevo escorpión del género Ananteris Thorell, 1891 (Scorpiones, Buthidae) para la sierra de Perijá, Venezuela. » Memoria de la Fundacion la Salle de Ciencias Naturales, vol. 68, no 169, p. 65-81.